# 苏马涅
苏马涅（法語：Soumagne，法語發音：[sumaɲ]）是比利时瓦隆大区列日省列日區的一个市镇，通行法语，是比利时法语社群的一部分，人口16,888人（2018年1月1日）。